# Moon over Bourbon Street
Moon over Bourbon Street – piosenka z 1985 roku brytyjskiego muzyka Stinga, która wydana została na piątym singlu, który promował jego debiutancki solowy album The Dream of the Blue Turtles (1985). Singiel z utworem dotarł do pozycji 44. na głównej brytyjskiej liście przebojów Official Singles Chart Top 100, a w Polsce na liście przebojów Trójki piosenka znalazła się na 2. miejscu.

## Charakterystyka
W czerwcu 1985 roku w wywiadzie dla brytyjskiego czasopisma muzycznego „NME” Sting stwierdził, że do napisania tej piosenki zainspirowała go powieść Wywiad z wampirem (1976) autorstwa Anne Rice. W książce Lyrics by Sting (2007) muzyk wspomniał, że poza bezpośrednią inspiracją dziełem Rice, z powstaniem „Moon over Bourbon Street” wiąże się pobyt Brytyjczyka w Stanach Zjednoczonych – „(…) pewnej księżycowej nocy we francuskiej dzielnicy Nowego Orleanu odniosłem nieodparte wrażenie, że ktoś mnie śledzi”. Ten utwór był też ukłonem Stinga w stronę twórców piosenek z Tin Pan Alley (lata 20. i 30. XX w.).
W nagraniu utworu wykorzystano bezprogową gitarę basową, a także rogi, będące tłem dla narracyjnego śpiewu Stinga, które nadały aranżacji oryginalną atmosferę.
W 2003 roku Sting ponownie nagrał wokal do nowej wersji piosenki „Moon over Bourbon Street”, która została umieszczona na singlu „Send Your Love” (30. miejsce na brytyjskiej liście przebojów Official Singles Chart Top 100).

## Wypowiedzi i opinie
W recenzji albumu The Dream of the Blue Turtles, opublikowanej w amerykańskim dzienniku „The Miami Herald”, Tom Moon napisał, że melodia kompozycji „Moon over Bourbon Street” oparta została na jazzowym standardzie „Autumn Leaves”.
W wydaniu paneuropejskiego periodyku „Music & Media” z lipca 1985 roku napisano, że „Moon Over Bourbon Street” nawiązuje do twórczości amerykańskiej piosenkarki jazzowo-swingowej Billie Holiday. Autor artykułu dodał też, iż utwór „idealnie nadaje się do odtwarzania o nocnej porze”, a spośród piosenek pochodzących z pierwszego solowego albumu Stinga, według części DJ-ów europejskich rozgłośni, reakcje słuchaczy na tę piosenkę były pozytywne. Na łamach tego samego tygodnika z grudnia 1985 roku autor artykułu dotyczącego pierwszego albumu Brytyjczyka (uznanego za najlepszy debiut w 1985 r.) określił tę piosenkę jako balladę w stylu Franka Sinatry i dodał, że obok utworów „We Work the Black Seem”, „Love Is the Seventh Wave” i „Russians”, „Moon Over Bourbon Street” został „zrobiony zdecydowanie dobrze”.

## Listy przebojów
| Kraj | Lista                          | Pozycja | Źr.   |
| ---- | ------------------------------ | ------- | ----- |
| PL   | LP3                            | 2       | [ 6 ] |
| GB   | Official Singles Chart Top 100 | 44      | [ 5 ] |